# Batanta
Batanta és una de les quatre illes principals de les Illes Raja Ampat a la Província de Papua a Indonèsia. Té una superfície de 453 km² i el seu punt més alt fa 1.184 m. l'Estret de Dampier la separa de Waigeo.
L'Estret de Dampier rep el nom del'explorador William Dampier.

## Fauna
Mamífers:
- Sus scrofa, senglar, introduït en la prehistòria
- Rattus rattus rata, introduïda en època incerta
- Myoictis wallacei
- Echymipera kalubu
- Phalanger orientalis
- Spilocuscus maculatus
- Paramelomys platyops
- Dobsonia beauforti
- Dobsonia magna
- Macroglossus minimus
- Nyctimene albiventer
- Pteropus conspicillatus
- Rousettus amplexicaudatus
- Syconycteris australis
- Emballonura nigrescens
- Hipposideros cervinus
- Hipposideros diadema
- Hipposideros maggietaylorae
- Rhinolophus euryotis
- Miniopterus australis
- Myotis adversus (uncertain)
- Pipistrellus papuanus